# Sun Yiwen
Sun Yiwen (en chino: 孙一文; Yantai, 17 de junio de 1992) es una deportista china que compite en esgrima, especialista en la modalidad de espada.
Participó en dos Juegos Olímpicos de Verano, obteniendo tres medallas, dos en Río de Janeiro 2016, plata en el torneo por equipos (junto con Sun Yujie, Xu Anqi y Hao Jialu) y bronce en la prueba individual, y oro en Tokio 2020, en la prueba individual.
Ganó seis medallas en el Campeonato Mundial de Esgrima entre los años 2013 y 2023.

## Palmarés internacional
| Juegos Olímpicos   | Juegos Olímpicos        | Juegos Olímpicos  | Juegos Olímpicos   |
| Año                | Lugar                   | Medalla           | Prueba             |
| ------------------ | ----------------------- | ----------------- | ------------------ |
| 2016               | Río de Janeiro (Brasil) | Medalla de plata  | Espada por equipos |
| 2016               | Río de Janeiro (Brasil) | Medalla de bronce | Espada individual  |
| 2020               | Tokio (Japón)           | Medalla de oro    | Espada individual  |
| Campeonato Mundial |                         |                   |                    |
| Año                | Lugar                   | Medalla           | Prueba             |
| 2013               | Budapest (Hungría)      | Medalla de plata  | Espada por equipos |
| 2015               | Moscú (Rusia)           | Medalla de oro    | Espada por equipos |
| 2017               | Leipzig (Alemania)      | Medalla de plata  | Espada por equipos |
| 2018               | Wuxi (China)            | Medalla de bronce | Espada por equipos |
| 2019               | Budapest (Hungría)      | Medalla de oro    | Espada por equipos |
| 2023               | Milán (Italia)          | Medalla de bronce | Espada individual  |